# Stiropius striatellus
Stiropius striatellus är en stekelart som beskrevs av Van Achterberg 1995. Stiropius striatellus ingår i släktet Stiropius och familjen bracksteklar. Inga underarter finns listade i Catalogue of Life.